# 唐徕渠
38°28′16″N 106°15′16″E / 38.471009°N 106.254411°E
唐徕渠，位于宁夏回族自治区银川市（兴庆区、永宁县、贺兰县）、吴忠市（青铜峡市)、石嘴山市（平罗县），是中华人民共和国宁夏回族自治区文物保护单位之一。

## 概况
唐徕渠南起吴忠市下属的青铜峡市，北至石嘴山市下属的平罗县，中间穿越宁夏首府银川市区，总长度322公里，是银川平原最重要的灌渠。是宁夏最长、灌溉面积最大的渠道。

## 历史
西汉汉武帝太初三年（公元前102年），光禄勋徐自为开光禄渠。后因战争荒乱，渠道失修，淤毁。
唐代武则天年间修浚，故名唐徕渠。唐宪宗元和十五年（820年），灵盐节度使李听疏浚修复光禄渠，该渠灌溉面积达到千余顷。
元初逐渐称为唐徕渠，名称使用至今
2010年12月6日，授予宁夏回族自治区文物保护单位，是一座古建筑。